# مارغريت كوملا
مارغريت كوملا المعروفة أيضًا باسم عرافة كوملا توفيت بعد عام 1628، كانت عرّافة سويدية ادّعت أنها ممسوسة، وأصبحت قبلة للزوار عندما ادّعت أنها حلقة الوصل لحديث الملائكة.